# Мандибули

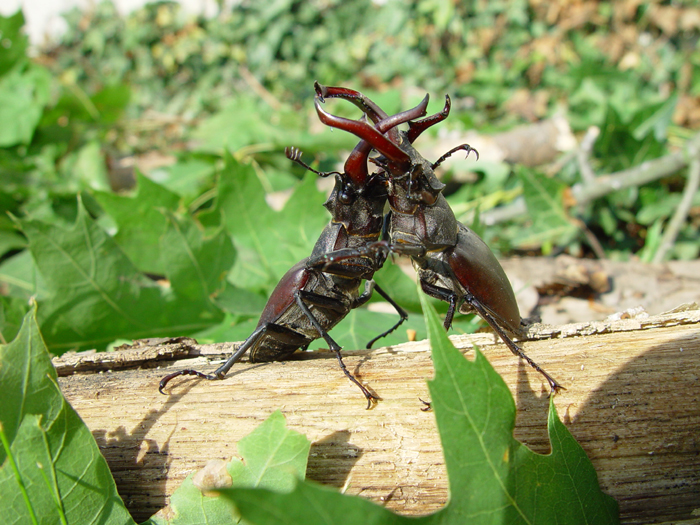
Вражаючі «роги» жука-оленя (Lucanus cervus) — не що інше, як величезні мандибули. Вони не використовуються для їди (дорослі жуки взагалі не їдять), а стають зброєю на турнірах між самцями

Манди́були (лат. mandibulae; верхні щелепи, жувальця) — пара придатків спереду від ротового отвору членистоногих, частина їхнього ротового апарата.
Утворилися в ході еволюції, коли декілька перших члеників тіла увійшли до складу голови. Вони злилися між собою, а їхні кінцівки утворили придатки голови. Зокрема, на мандибули трансформувалася пара кінцівок, що були на третьому членику тіла предків членистоногих. Тож, у членистоногих мандибули й ноги є гомологічними органами.
Мандибули призначені для відгризання й подрібнення твердої їжі, захисту від ворогів і нападу на здобич.

## Будова
У більшості ракоподібних і багатоніжок мандибули зберігають певну схожість з кінцівками предків і причленовуються до головної капсули лише в одній точці. У комах же мандибули внаслідок спеціалізації стали найпростішою частиною ротового апарату. На відміну від щелеп хребетних, мандибули комах рухаються в основному у горизонтальній, а не вертикальній площині. Ознакою їхньої спеціалізації стало причленування до головної капсули у двох точках. Це обмежило їм свободу рухів — вона стала можлива лише у одній площині. Але при цьому значно підвищилася точність рухів і їхній розмах.
Типова мандибула крилатих комах має вигляд трикутної піраміди, яка рухомо кріпиться до голови у двох місцях, в одному з них мандибула має виступ, в іншому — западину. До цих місць приросли два сухожилля — одне тягнеться до м'язу, що розтуляє мандибулу, друге — до м'язу, що стуляє її. Жувальна поверхня мандибули несе досить довгі й гострі зубці.

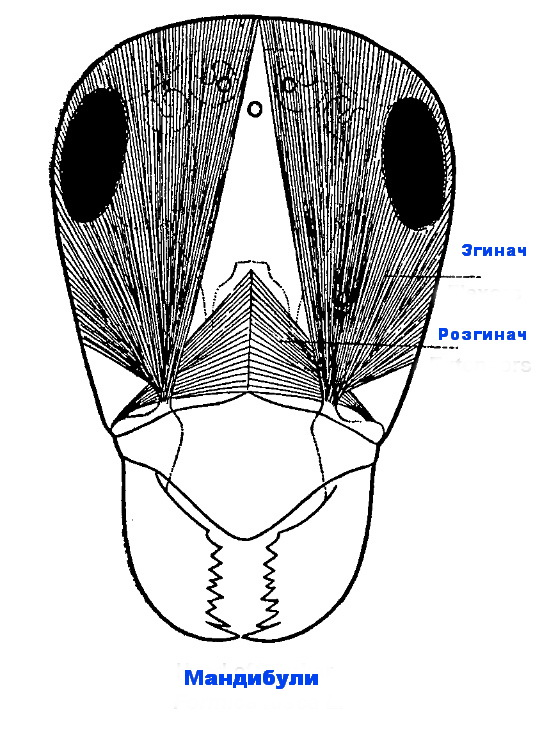
Голова мурахи Formica fusca. На схемі добре видно, що м'язи-згиначі набагато більші за об'ємом, ніж розгиначі

Робота мандибул здійснюється внаслідок узгоджених дій спеціального апарату м'язів і нервової системи. Зрозуміло, що розтуляння мандибул вимагає менших зусиль, аніж стуляння, коли треба щось відкусити, чи перегризти. Через це у сарани, гусениць та інших більша частина головної капсули зайнята саме м'язами, які стуляють мандибули.

## Функції
Мандибули є досконалим пристроєм, який ефективно розрізає та подрібнює. Це дозволяє, наприклад, личинкам жуків гризти найтвердішу деревину, термітам — пошкоджувати свинцеві оболонки кабелів.
Залежно від способу життя й характеру живлення, мандибули в ході еволюції зазнали певних трансформацій. Зокрема, у жуків-водолюбів, які живляться у воді детритом, мандибулах мають тонкі і довгі зубці, якими комахи відфільтровують їжу. Мандибули жуків-гнойовиків — тонкостінні платівки, майже позбавлені зубців — адже їжа цих комах м'яка. Хижаки-бабки мають на мандибулах численні ріжучі зубці. Жуки-жужелиці з роду Carabus всмоктують напівперетравлену їжу, тож мандибули їм потрібні лише для утримання жертви. Через це мандибули в них видовжені, зігнуті, із виїмкою і густою щіточкою волосинок для фільтрування. У сіноїдів один край мандибули схожий на долото, яким ці комахи відшкрябують грибки та лишайники від субстрату, а другий — плаский і широкий для перетирання їжі. Ротовий апарат слонової воші сконструйований так, що під час їжі щільно стулені мандибули притискуються до шкіри слона, а потім із силою розкриваються. При цьому гострі зубці роздирають шкіру господаря. Так воша поступово прогризає досить глибокий отвір аж поки не дістанеться кровоносної судини.
Мандибули можуть виконувати додаткові функції. У личинок мурашиного лева, жуків-плавунців та деяких жуків-світляків вони утворюють канали, по яких в тіло жертви впорскується петеравлююча рідина, а потім усмоктуєть рідка їжа. Свої особливості будови й функціонування мають мандибули у інших типах ротових апаратів комах — колючосисного, гризучолижучого тощо. Зокрема, майже усі метелики мандибул не мають зовсім.

## У культурі
Додати мандибули до образу прибульця із фільмів про Хижака дизайнеру Стену Вінстону запропонував Джеймс Кемерон під час спільного перельоту до Японії.